# Cèrcops de Milet
Cèrcops de Milet (en llatí Cercops, en grec antic Κέρκωψ) fou un poeta grec nascut a Milet, contemporani i rival d'Hesíode, que se suposa que hauria estat l'autor d'un poema èpic anomenat Αἰγίμιος (Aegimius Egimi), que també s'atribueix a Hesíode.